# Registo da Memória do Mundo
O Programa Registo da Memória do Mundo é uma iniciativa internacional lançada pela Organização das Nações Unidas para a Educação, a Ciência e a Cultura (UNESCO) com a finalidade de identificar e preservar documentos e arquivos que venham a compor o patrimônio histórico da humanidade. A definição do programa cultural define sua missão principal como "salvaguardar o patrimônio documental da humanidade de amnésia coletiva, negligência, danos do tempo e condições climáticas e destruição proposital ou deliberada".
O programa, iniciado em 1992, contabilizou no ano de 2017 o total de 427 documentos, passando a 527 em dezembro de 2018, de todos os continentes; tendo já salvaguardado vários materiais de pedra, celuloide, pergaminho e gravações sonoras. Entre os documentos preservados com apoio do programa, encontram-se a Bíblia de Gutenberg e a partitura original da "Nona sinfonia de Beethoven", ambos sob custódia de entidades da Alemanha. Por sua vez, o primeiro documento em língua portuguesa incluído no Registo da Memória do Mundo foi a Carta a El Rei D. Manuel, de autoria do navegante português Pêro Vaz de Caminha em que relata as primeira impressões dos europeus sobre sociedade pré-cabralina na costa brasileira.
O programa foi pausado para atualizações processuais no início de 2019.

## Mundo lusófono

### Angola
Patrimônio documental da Angola inscrito pela UNESCO no Registo Internacional do Programa Memória do Mundo:
2011 - Arquivos dos Dembos / Ndembu Archives -  (em conjunto com Portugal)

### Brasil
Patrimônio documental do Brasil inscrito pela UNESCO no Registo Internacional do Programa Memória do Mundo:
2003 - Coleção Imperial: Fotografia no Século XIX
2007 - Arquivo Getúlio Vargas - documentos sob a guarda de Centro de Pesquisa e Documentação de História Contemporânea do Brasil - CPDOC / Fundação Getúlio Vargas
2007 - Arquivo João Guimarães Rosa - documentos sob a guarda de Instituto de Estudos Brasileiros da Universidade de São Paulo
2007 - Arquivo Machado de Assis - documentos sob a guarda de Academia Brasileira de Letras
2007 - Inconfidência em Minas - Levante de Tiradentes - documentos sob a guarda de Arquivo Nacional
2007 - Fundo Comitê de Defesa dos Direitos Humanos para os Países do Cone Sul (CLAMOR) - documentos sob a guarda de Centro de Documentação e Informação Científica "Prof. Casemiro dos Reis Filho", CEDIC, da Pontifícia Universidade Católica de São Paulo (PUC-SP) (em conjunto com o Archivo General de la Nación de Uruguay)
2007 - Filme Limite - documentos sob a guarda de Fundação Cinemateca Brasileira
2007 - Fundo NOVACAP - documentos sob a guarda de Arquivo Público do Distrito Federal
2007 - Fundo Oswaldo Cruz - documentos sob a guarda de Casa de Oswaldo Cruz / Fundação Oswaldo Cruz - Fiocruz
2007 - Polícias Políticas no Estado do Rio de Janeiro - documentos sob a guarda de Arquivo Público do Estado do Rio de Janeiro - APERJ
2007 - Vereanças do Senado da Câmara - documentos sob a guarda de Arquivo Geral da Cidade do Rio de Janeiro - AGCRJ
2008 - Fundo Força Expedicionária Brasileira - documentos sob a guarda de Arquivo Histórico do Exército
2008 - Fundo Carlos Chagas - documentos sob a guarda de Casa de Oswaldo Cruz / Fundação Oswaldo Cruz - Fiocruz
2008 - Arquivo Joaquim Nabuco - documentos sob a guarda de Fundação Joaquim Nabuco
2008 - Arquivo Oscar Niemeyer - documentos sob a guarda de Fundação Oscar Niemeyer
2008 - Carta de Abertura dos Portos - documentos sob a guarda de Fundação Biblioteca Nacional
2008 - Conjunto Livros Foreiros - documentos sob a guarda de Arquivo Público Municipal Antonino Guimarães
2008 - Conselho de Fiscalização das Expedições Artísticas e Científicas no Brasil - documentos sob a guarda de Museu de Astronomia e Ciências Afins - MAST
2008 - Fundo SPI – Serviço de Proteção aos Índios - documentos sob a guarda de Museu do Índio
2008 - Lei Áurea - documentos sob a guarda de Arquivo Nacional
2008 - Tribunal da Relação do Estado do Brasil - documentos sob a guarda de Fundação Pedro Calmon / Centro de Memória e Arquivo Público da Bahia
2009 - Arquivo Canudos - documentos sob a guarda de Museu da República / Instituto Brasileiro de Museus - IBRAM
2009 - Fundo Guerra do Paraguai - documentos sob a guarda de Arquivo Histórico do Exército / Diretoria do Patrimônio Histórico Cultural do Exército
2009 - Acervo Jesco von Puttkamer - documentos sob a guarda de Universidade Católica de Goiás / Instituto Goiano de Pré-História e Antropologia
2009 - Atas da Câmara Municipal da Cidade de Salvador - documentos sob a guarda de Arquivo Histórico Municipal de Salvador / Fundação Gregório de Mattos
2009 - Fundo Florestan Fernandes - documentos sob a guarda de Universidade Federal de São Carlos - UFSCar / Biblioteca Comunitária
2009 - Livros de Registro - Matrícula de Imigrantes - documentos sob a guarda de Memorial do Imigrante [Transferido em 2010 para o Arquivo Público do Estado de São Paulo]
2009 - Manuscritos Musicais de Carlos Gomes - documentos sob a guarda de Fundação Biblioteca Nacional
2009 - Marcas da Escravidão - Registro de Enterros de Escravos - Livros do Banguê - documentos sob a guarda de Santa Casa de Misericórdia da Bahia
2009 - Missão de Pesquisas Folclóricas - documentos sob a guarda de Acervo Histórico da Discoteca Oneyda Alvarenga / Centro Cultural São Paulo
2009 - Relações de Vapores do Serviço de Polícia Marítima, Aérea e de Fronteiras / São Paulo - Santos - documentos sob a guarda de Arquivo Nacional
2010 - Abrindo Estradas no Mar: folhas de bordo e relatórios de levantamento hidrográfico da DHN (1901- 1975) - documentos sob a guarda de Diretoria de Hidrografia e Navegação da Marinha
2010 - Agência Nacional - documentos sob a guarda de Arquivo Nacional e Fundação Cinemateca Brasileira
2010 - Arquivo Tamandaré: uma janela para o Estado Imperial brasileiro - documentos sob a guarda de Diretoria de Hidrografia e Navegação da Marinha
2010 - Atlas Vingboons: mapas e cartas da costa atlântica da América do Sul no século XVII - documentos sob a guarda de Instituto Arqueológico, Histórico e Geográfico Pernambucano - IHGP
2010 - Coleção Alexandre Rodrigues Ferreira - documentos sob a guarda de Fundação Biblioteca Nacional e Museu Nacional
2010 - Registro de Entrada de Passageiros no Porto de Salvador (Bahia) - documentos sob a guarda de Arquivo Público da Bahia
2010 - Secretaria de Governo da Capitania - documentos sob a guarda de Arquivo Público do Pará (APEP).
2010 - Viagens do imperador D. Pedro II pelo Brasil e pelo mundo - documentos sob a guarda de Museu Imperial
2011 - Registro de Informações no Regime Militar no Brasil (1964-1985) 
2011 - Arquivos da Companhia das Índias Ocidentais (em conjunto com a Holanda, Gana, Guiana, Antilhas Holandesas, Suriname, Reino Unido e Estados Unidos)
2011 - Fundo Francisco Bhering – A Carta do Brasil ao Milionésimo - documentos sob a guarda de Arquivo Nacional
2011 - Arquivo Roquette-Pinto - documentos sob a guarda de Academia Brasileira de Letras
2011 - Arquivo Rui Barbosa - documentos sob a guarda de Fundação Casa de Rui Barbosa
2011 - As famosas Armadas Portuguesas da Carreira das Índias (1496-1650) - documentos sob a guarda de Diretoria do Patrimônio Histórico e Documentação da Marinha – Arquivo da Marinha
2011 - Atas da Câmara de Recife - documentos sob a guarda de Instituto Arqueológico, Histórico e Geográfico de Pernambuco - IAHGP
2011 - Imagens Paulistanas: álbuns fotográficos da cidade de São Paulo - documentos sob a guarda de Biblioteca Mário de Andrade cidade de São Paulo
2011 - Matrizes de gravura da Casa Literária do Arco do Cego - documentos sob a guarda de Fundação Biblioteca Nacional
2012 - Processos trabalhistas: dissídios coletivos e individuais - documentos sob a guarda de Tribunal Regional do Trabalho da 6a Região – Memorial da Justiça do Trabalho em Pernambuco
2012 - Negativos de Vidro do Fundo Instituto Oswaldo Cruz - documentos sob a guarda de Casa de Oswaldo Cruz / Fundação Oswaldo Cruz - FIOCRUZ
2012 - Arquivo Herbert de Souza - documentos sob a guarda de Centro de Pesquisa e Documentação de História Contemporân ea do Brasil - CPDOC/Fundação Getúlio Vargas
2012 - Mapa Etno-Histórico do Brazil e Regiões Adjacentes, por Curt Nimuendajú - documentos sob a guarda de Museu Paraense Emílio Goeldi
2012 - Coleção de Livros do Tombo do Mosteiro de São Bento da Bahia - documentos sob a guarda de Mosteiro de São Bento da Bahia
2012 - Atlas e Mapa Ciera - documentos sob a guarda de Fundação Biblioteca Nacional
2012 - Livro dos Bens Livres pertencentes aos Jesuítas dos Colégios de Olinda e Recife, Pernambuco - documentos sob a guarda de Instituto Arqueológico Histórico e Geográfico de Pernambuco - IAHGP
2012 - Coleção Carlos Gomes - documentos sob a guarda de Museu Imperial
2012 - Colônia Agrícola Nacional de Dourados - CAND - documentos sob a guarda de Fundação de Cultura do Estado de Mato Grosso do Sul – FCMS/Arquivo Público Estadual
2012 - Câmara Municipal de Ouro Preto - documentos sob a guarda de Arquivo Público Mineiro
2013 - Processos Trabalhistas do Tribunal Regional do Trabalho da 4ª Região - documentos sob a guarda de Tribunal Regional do Trabalho da 4ª Região (Porto Alegre)
2013 - Coleção Memória da Psiquiatria Brasileira - documentos sob a guarda de Universidade Federal do Rio de Janeiro / Instituto de Psiquiatria – IPUB / UFRJ
2013 - Comissão Organizadora do Segundo Congresso Operário Brasileiro - documentos sob a guarda de Arquivo Geral da Cidade do Rio de Janeiro - AGCRJ
2013 - Campanha de Canudos - documentos sob a guarda de Arquivo Histórico do Exército
2013 - Manuscritos musicais de Ernesto Nazareth - documentos sob a guarda de Fundação Biblioteca Nacional
2013 - Coleção Sanson – Fotografias estereoscópicas de vidro pelo fotógrafo amador Octávio Mendes de Oliveira Castro - documentos sob a guarda de Museu Imperial
2013 - Assembleia Geral Constituinte e Legislativa do Império do Brasil - 1823 - documentos sob a guarda de Câmara dos Deputados
2013 - Cartas Régias 1648-1821 - documentos sob a guarda de Fundação Pedro Calmon / Arquivo Público do Estado da Bahia
2014 - Acervo Educador Paulo Freire - documentos sob a guarda de Ana Maria Araújo Freire;Instituto Paulo Freire
2014 - Fundo Plínio Salgado - documentos sob a guarda de Arquivo Público e Histórico do Município de Rio Claro “Oscar de Arruda Penteado”
2014 - O Jornal Abolicionista "A Redempção" - documentos sob a guarda de Arquivo Público do Estado de São Paulo
2014 - Arquivo Pessoal Nise da Silveira - documentos sob a guarda de Sociedade Amigos do Museu de Imagens do Inconsciente
2014 - Cartas Andradinas - documentos sob a guarda de Fundação Biblioteca Nacional
2014 - Série Aforamentos - documentos sob a guarda de Arquivo Geral da Cidade do Rio de Janeiro - AGCRJ
2014 - Primeiro Empréstimo Externo Brasileiro - documentos sob a guarda de Museu da Fazenda Federal
2014 - Coleção Francisco Curt Lange - documentos sob a guarda de Museu da Inconfidência
2014 - Série Falas do Trono - documentos sob a guarda de Senado Federal
2014 - Acervo documental e iconográfico de Abdias Nascimento - documentos sob a guarda de Instituto de Pesquisa e Estudos Afro Brasileiros (IPEAFRO)
2015 - Acervo da Comissão Construtora da Nova Capital - Belo Horizonte (1892-1903) - documentos sob a guarda de Arquivo Público da Cidade de Belo Horizonte - APCBH/FMC; Museu Histórico Abílio Barreto - MHAB/FMC e Arquivo Público Mineiro – APM
2015 - Registo Iconográfico e Cartográfico da Guerra do Tripla Aliança (em conjunto com o Uruguai)
2015 - Arquivo da Secretaria de Governo da Capitania de São Paulo (1611-1852) - documentos sob a guarda de Arquivo Público do Estado de São Paulo
2015 - Arquivo Pessoal Rubens Gerchman (1942-2008) - documentos sob a guarda de Instituto Rubens Gerchman
2015 - Cultura e Opulência do Brasil, De André João Antonil - documentos sob a guarda de Fundação Biblioteca Nacional
2015 - Decisões que Marcaram Época: A Caminhada do Poder Judiciário no Reconhecimento de Direitos Sociais aos Homossexuais - documentos sob a guarda de Justiça Federal de 1º Grau no Rio Grande do Sul – Seção Judiciária do RS (SJRS)
2015 - Iconografia do Rio de Janeiro na Coleção Geyer (séculos XVI a XIX) - documentos sob a guarda de Casa Geyer; Museu Imperial; IBRAM
2015 - Partituras - Obras de Heitor Villa Lobos (1901- 1959) - documentos sob a guarda de Museu Villa Lobos / IBRAM
2015 - Processos Judiciais Trabalhistas: Doenças Ocupacionais na Mineração em Minas Gerais – Dissídio Individuais e Coletivos (1941-2005) - documentos sob a guarda de Tribunal Regional do Trabalho da 3ª Região – Minas Gerais
2015 - Registros Fotográficos Oficiais das Intervenções Urbanas na Cidade do Rio de Janeiro (1900-1950) - documentos sob a guarda de Arquivo Geral da Cidade do Rio de Janeiro
2015 - República e Positivismo: A Produção Intelectual da Igreja Positivista do Brasil - documentos sob a guarda de Igreja Positivista do Brasil (IPB)
2016 - Acervo de Jean-Pierre Chabloz: Referente à Batalha da Borracha - documentos sob a guarda de Museu de Arte da Universidade Federal do Ceará
2016 - Arquivo Arthur Ramos - documentos sob a guarda de Fundação Biblioteca Nacional
2016 - Arquivo Circo Garcia - documentos sob a guarda de Centro de Memória do Circo, da Secretaria Municipal de Cultura de São Paulo
2016 - Arquivo da Comissão Teotônio Vilela de Direitos Humanos, 1983-2016 - documentos sob a guarda de Arquivo Público do Estado de São Paulo
2016 - Coleção de Obras Raras da Biblioteca Mineiriana do Instituto Cultural Amilcar Martins - documentos sob a guarda de Instituto Cultural Amilcar Martins
2016 - Conjunto Documental Companhia Empório Industrial do Norte, 1891- 1973 - documentos sob a guarda de |Arquivo Público do Estado da Bahia, da Fundação Pedro Calmon
2016 - Dissídios Trabalhistas do Conselho Nacional do Trabalho: Um Retrato da Sociedade Brasileira da Era Vargas - documentos sob a guarda de Tribunal Superior do Trabalho
2016 - Pensar o Brasil: A Revista do Instituto Histórico e Geográfico Brasileiro, 1839-2011 - documentos sob a guarda de Instituto Histórico e Geográfico Brasileiro
2017 - Arquivo Lima Barreto - documentos sob a guarda de Fundação Biblioteca Nacional
2017 - Atas do Montepio Geral de Economia dos Servidores do Estado – o início da Previdência no Brasil - documentos sob a guarda de Mongeral Aegon Seguros e Previdência
2017 - Coleção Família Passos - documentos sob a guarda de Museu da República
2017 - Coleção Tribunal de Segurança Nacional: a atuação ao Supremo Tribunal Militar como instância revisional (1936-1955) - documentos sob a guarda de Superior Tribunal Militar
2017 - Coleção Vladimir Kozák: Acervo Iconográfico, Filmográfico e Textual de Povos Indígenas Brasileiros (1948 – 1978) - documentos sob a guarda de Museu Paranaense
2017 - Correspondência Original dos Governadores do Pará com a Corte. Cartas e Anexos (1764- 1807) - documentos sob a guarda de Arquivo Nacional
2017 - Formulário Médico: manuscrito atribuído aos Jesuítas e encontrado em uma arca da Igreja de São Francisco de Curitiba - documento sob a guarda da Seção de Obras Raras A. Overmeer da Biblioteca de Manguinhos da Fundação Oswaldo Cruz
2017 - Livros de Registros da Polícia Militar da Bahia - documentos sob a guarda de Polícia Militar da Bahia
2017 - Registros Iconográficos da Revolta da Armada (1893- 1894) - documentos sob a guarda de Arquivo Geral da Cidade do Rio de Janeiro; Instituto Moreira Salles e Museu Histórico Nacional
2017 - Testamento do Senhor Martim Afonso de Sousa e de Sua Mulher Dona Ana Pimentel - documentos sob a guarda de Universidade Federal de Minas Gerais
2018 - Acervos de quatro fortificações da Capitania de Mato Grosso, 1768- 1822 - documentos sob a guarda de Superintendência do Arquivo Público do Estado de Mato Grosso
2018 - Africanos Livres na Justiça Amazonense do Século XIX - documentos sob a guarda de Tribunal de Justiça do Estado do Amazonas
2018 - Em busca da felicidade: roteiros da primeira radionovela brasileira, 1941-1943 - documentos sob a guarda de Empresa Brasileira de Comunicação - EBC
2018 - Feminismo, ciência e política – o legado Bertha Lutz, 1881-1985 - documentos sob a guarda de Arquivo Histórico do Itamaraty; Arquivo Nacional; Centro de Documentação e Informação da Câmara dos Deputados; Centro de Memória da Universidade Estadual de Campinas – CMU/UNICAMP
2018 - Fundo Assessoria de Segurança e Informações da Fundação Nacional do Índio – ASI/Funai, 1968-2000 - documentos sob a guarda de Arquivo Nacional
2018 - Imprensas negra e abolicionista do século XIX na Biblioteca Nacional - documentos sob a guarda de Fundação Biblioteca Nacional
2018 - Inventários post-mortem do Cartório do Primeiro Ofício de Mariana, 1713- 1920 - documentos sob a guarda de Arquivo Histórico da Casa Setecentista de Mariana (AHCSM)
2018 - Livro de Inventários da Catedral de Mariana, 1749- 1904 - documentos sob a guarda de Arquivo Eclesiástico Dom Oscar de Oliveira
2018 - Processos de reconhecimento da união estável homoafetiva pelo Supremo Tribunal Federal e a garantia dos direitos fundamentais aos homossexuais - documentos sob a guarda de Supremo Tribunal Federal
2018 - Relíquia da Irmandade Devoção de Nossa Senhora da Solidade dos Desvalidos, Actas 1832- 1847 - documentos sob a guarda de Sociedade Protectora dos Desvalidos
2022 - Arquivo fotográfico das atividades da Fundação Rockefeller no Brasil (1930-1940), documentos sob a guarda de Casa de Oswaldo Cruz / Fundação Oswaldo Cruz - Fiocruz
2022 - Arquivo Oduvaldo Vianna, custodiado pela Fundação Nacional de Artes – Funarte.
2022 - História da loucura: expedientes de internação do primeiro hospício do Brasil (Rio de Janeiro, 1844-1944), custodiado pelo Instituto Municipal de Assistência à Saúde Nise da Silveira
2022 - Série Terrorismo de Estado no Período da Ditadura – Cone Sul (Série n. 3 do Fundo Movimento Justiça e Direitos Humanos), custodiado pelo Instituto de Ciências Humanas e da Informação
2022 - Atas da Câmara (1555 - 1715), custodiado pelo Arquivo Municipal de São Paulo
Fontes do dados da lista.

### Portugal
Património Documental de Portugal inscrito pela UNESCO no Registo da Memória do Mundo (em 2022, são 10 documentos):
2005 - Carta de Pêro Vaz de Caminha
2007 - Tratado de Tordesilhas (em conjunto com Espanha)
2007 - Corpo Cronológico (Colecção de Manuscritos das Descobertas Portuguesas)
2011 - Documentação do 1ª Voo no Atlântico Sul em 1922
2011 - Arquivos dos Dembos (em conjunto com Angola)
2013 - Roteiro da primeira viagem de Vasco da Gama à Índia
2015 - Manuscritos de Comentário ao Apocalipse (Beato de Liébana) na Tradição Ibérica (em conjunto com Espanha), com os Documentos Portugueses:
- Apocalipse do Lorvão
- Apocalipse de Alcobaça

2017 - Codex Calixtinus (em conjunto com Espanha)
2017 - Registos oficiais de Macau durante a dinastia Qing (1693-1886) (em conjunto com a China)
2017 - Livros de vistos concedidos pelo cônsul português em Bordéus, Aristides de Sousa Mendes (1939-1940)

### Timor-Leste
Património Documental de Timor-Leste inscrito pela UNESCO no Registo da Memória do Mundo:
2013 - Colecção de Max Stahl de documentos audiovisuais sobre o nascimento da Nação de Timor-Leste